# Oh Mercy
Oh Mercy é o vigésimo sexto álbum de estúdio do cantor Bob Dylan, lançado a 18 de Setembro de 1989.
O disco atingiu o nº 30 da Billboard 200.

## Faixas
Todas as faixas por Bob Dylan
1. "Political World" – 3:43
2. "Where Teardrops Fall" – 2:30
3. "Everything Is Broken" – 3:12
4. "Ring Them Bells" – 3:00
5. "Man in the Long Black Coat" – 4:30
6. "Most of the Time" – 5:02
7. "What Good Am I?" – 4:45
8. "Disease of Conceit" – 3:41
9. "What Was It You Wanted" – 5:02
10. "Shooting Star" – 3:12

## Créditos
- Bob Dylan – Vocal, guitarra, piano, harmónica, órgão
- Daniel Lanois – Guitarra
- Mason Ruffner – Guitarra
- Brian Stoltz – Guitarra
- Tony Hall – Baixo
- Cyril Neville – Percussão
- Willie Green – Bateria
- Paul Synegal – Guitarra
- Larry Jolivet – Baixo
- John Hart – Saxofone
- Rockin' Dopsie – Acordeão
- Malcolm Burn – Teclados, baixo
- Daryl Johnson – Percussão